# Chýnice
Chýnice (en allemand : Chienitz) est une commune du district de Prague-Ouest, dans la région de Bohême-Centrale, en République tchèque. Sa population s'élevait à 410 habitants en 2020.

## Géographie
Chýnice se trouve à 14 km à l'est-nord-est de Beroun et à 16 km au sud-ouest du centre de Prague.
La commune est limitée par Tachlovice au nord-ouest, par Dobříč au nord, par Zbuzany au nord-est, par Choteč et Třebotov à l'est, par Roblín au sud et par Vysoký Újezd au sud-ouest.

## Histoire
La première mention écrite du village date de 1339.